# Chachafruto
Chachafruto es Erythrina edulis

## Descripción
También se llama balú, habijuela, nupo, poroto, balauy, pajuro, sachaporoto, nopas, frisol, calú, zapote de cerro, anteporoto, fríjol de monte. Árbol nativo de América, de color marrón oscuro y aproximadamente 25 metros de altura, los frutos promedian de 5 a 40 cm de largo por 3 a 4 de ancho, los cotiledones son blancos. Se ha calculado que ocho vainas completas pueden pesar 1 kg. Se consumen sancochados o fritos, en tortas, arepas, merengadas, helados, jugos, coladas, natillas, mermeladas dulces, conservas, papitas fritas, etc. De sabor agradable y gran valor nutritivo. Las semillas se asemejan a los fríjoles. No es aconsejable consumirlo en exceso, es indigesto.

## Contenido
Contiene grasas, carbohidratos (51%), fibra, calcio (16 mg), fósforo (78 mg), hierro, vitamica C, tiamina, riboflavina, niacina, proteína (23%), almidones (39%).

## Usos
El agua proveniente del cocimiento de las flores se utiliza para aliviar la irritación de los ojos. En áreas rurales del Perú, toman diariamente el cocimiento de las semillas para curar la cistitis o la dificultad para orinar.
En Colombia se conocen cultivos que van desde los 1.300 hasta los 2.600 m s. n. m. De 400 árboles por hectárea se obtienen 37 toneladas de semilla fresca al año. El contenido, que tiene aminoácidos esenciales, lo hace un superalimento.De un árbol se pueden sacar de 2 a 3 bultos de porotos.
La semilla de chachafruto tiene proteína de mejor calidad que la contenida en el fríjol, lenteja, haba, garbanzo, arveja y otras leguminosas a excepción de la soja.
En Pereira Risaralda la utilizan como colada para fortalecer el sistema inmune.